# Perbakti-Gagak
Perbakti-Gagak je v současnosti nečinný vulkanický komplex na indonéském ostrově Jáva, asi 80 km jižně od hlavního města Jakarta. Skládá se ze skupiny několika silně erodovaných stratovulkánů. Nejvyšší člen komplexu je Perbakti (1 699 m). Poslední erupce se objevila na konci třicátých let 20. století. V současnosti jsou jediným projevem aktivity fumaroly, bahenní sopky a termální prameny na jihovýchodním svahu Perbakti.